# NGC 388
NGC 388 je eliptická galaxie v souhvězdí Ryb. Její zdánlivá jasnost je 14,6m a úhlová velikost 0,6′ × 0,3′. Je vzdálená 250 milionů světelných let, průměr má 45 000 světelných let.  Galaxie je součástí řetezce galaxií zařazeného v Arpově Katalogu pekuliarních galaxií jako Arp 311. Galaxii objevil 4. listopadu 1850 Bindon B. Stoney.

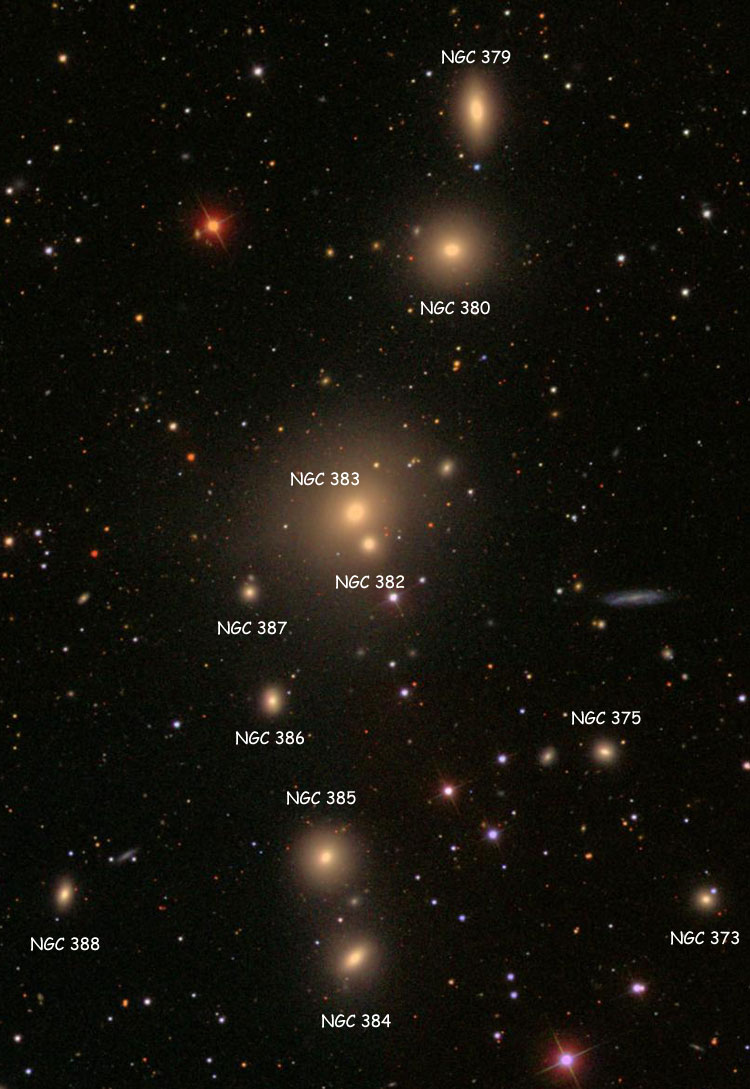
řetěz galaxií Arp 331. (SDSS)